# Syrinx (mitologie)

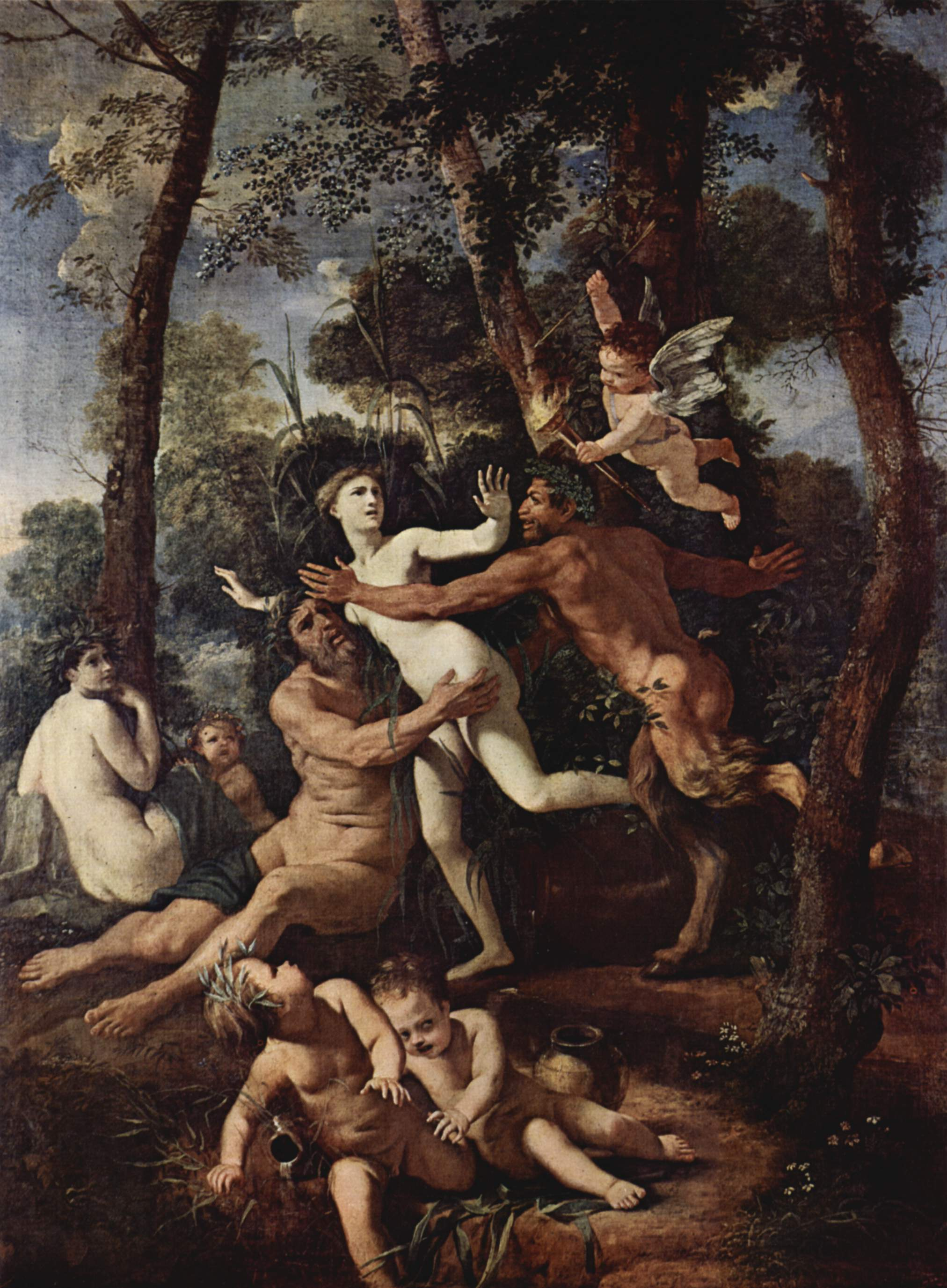
Pan și Syrinx, pictură de Nicolas Poussin (1637)

Syrinx (în greaca veche Σῦριγξ, transcris: Sũrinx) este o nimfă din mitologia greacă. Fugind de atențiile zeului Pan, ea s-a transformat în trestie. Pentru a se consola, Pan a tăiat câteva trestii și le-a lipit între ele cu ceară de albine, construind-și astfel primul nai, denumit și „syrinx”.